# خالاوا
خالاوا (ترکی آذربایجانی: Xallava) یک منطقهٔ مسکونی در جمهوری آرتساخ است که در استان کاشاتاق واقع شده‌است.